# Bernardo Guimarães

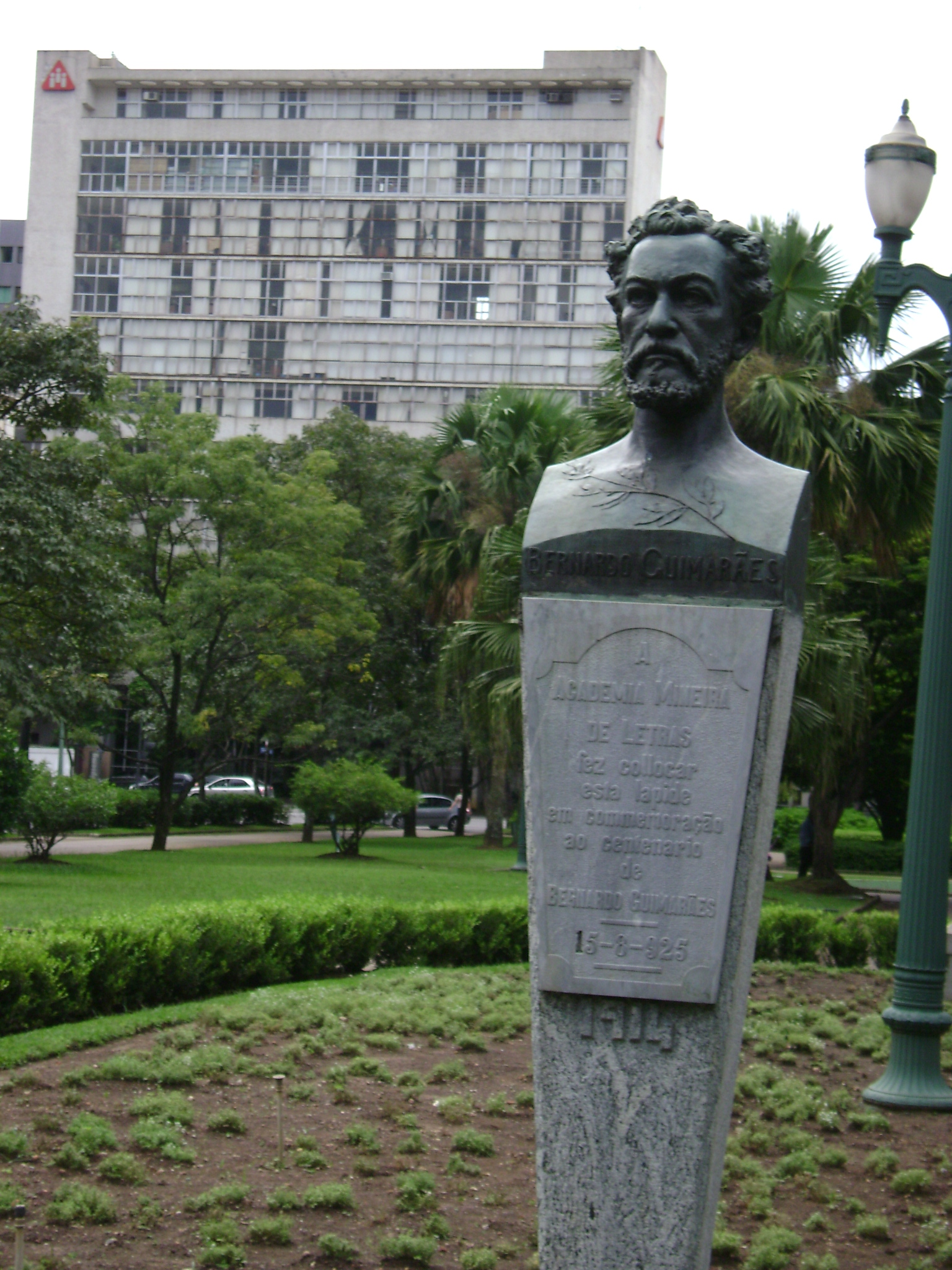
Jeho socha v Belo Horizonte (Praça da Liberdade)

Bernardo Joaquim da Silva Guimarães (15. srpna 1825, Ouro Preto – 10. března 1884) byl brazilský romanopisec, básník, soudce, novinář a profesor.

## Život a dílo
Narodil se v Ouro Preto (Minas Gerais), jistý čas žil v São Paulu a působil jako městský soudce v Catalão (Goiás). V roce 1867 se vrátil do Ouro Preto, oženil se a živil se vyučováním rétoriky, poetiky, latiny a francouzštiny. Je jedním ze zakladatelů brazilského romantického regionálního románu. Zabývá se historickými, indianistickými, náboženskými a abolistickými náměty. Největší čtenářský ohlas měl idealizovaný příběh černošské otrokyně A escrava Isaura (1875, Otrokyně Isaura), téma kněžského celibátu zpracoval v románu O seminarista (1872, Seminarista).

### Poezie
- Cantos da Soliday 1852
- Poesie 1865
- Novas Poesie 1876
- Folha de Outono 1883

### Próza
- O Ermitão de Muquém 1864
- Lend e Romances 1871
- O seminaristů 1872
- Historie e Tradições da Provincia de Minas Gerais 1872
- O Garimpeiro 1872
- O Indii Afonso 1873
- A Escrava Isaura 1875
- Maurício ou Os Paulista em São João d'El Rei 1877
- A Ilha Maldita 1879
- O Pão de Outro 1879
- Rosaura, a Enjeitada 1883